# Battleship
Battleship (tên đầy đủ là Battleship – The World War) là trò chơi máy tính thuộc thể loại chiến lược mô phỏng tàu chiến lấy bối cảnh giả tưởng đại chiến thế giới do hãng NMS Software phát triển và Hasbro Interactive phát hành vào năm 1996.

## Cách chơi
Game có đủ hai mục chơi phổ biến là chơi đơn và chơi mạng, trong phần chơi đơn, người chơi có thể tham gia các trận chiến với ba chế độ Practice (luyện tập), World Domination (thống trị thế giới) và Scenario (kịch bản).
Khi chơi phần Practice, người chơi sẽ được hướng dẫn cụ thể cách chơi, còn với World Domination người chơi phải tham gia một trận chiến sinh tử mà kẻ còn lại cuối cùng trên chiến trường sẽ là người chiến thắng. Scenario sẽ giao cho người chơi những nhiệm vụ khác nhau trong cương vị chỉ huy hạm đội sẽ phải tìm cách để hoàn thành nhiệm vụ được giao phó, thường là chiếm một căn cứ quan trọng hay bảo vệ các đoàn tàu chở hàng. Các loại khí tài trong game hết sức phong phú và thực tế. Khi người chơi ra lệnh không kích hay pháo kích, thì sẽ được chứng kiến cảnh phi đội máy bay cất cánh hay những hạm đội hùng mạnh đang nã pháo vào kẻ địch.
Game không chỉ đòi hỏi người chơi phải có tài quản lý quân đội và tài nguyên nhưng trong các game dàn trận khác mà còn đề cao tính chiến thuật. Người chơi chỉ có thể chiến thắng nếu đưa ra chiến thuật hợp lý và biết cách phối hợp các đơn vị với nhau một cách hiệu quả.

### Các đơn vị trong game
1. Cruiser (tàu tuần dương): Tàu chiến hạng trung được trang bị Rapid Small Gun (súng liên thanh nhỏ), Multi-head Missile (tên lửa đa đầu) và Cruiser Missile (tên lửa tuần dương), thường sử dụng để bảo vệ các Cruiser.[2]
2. Frigate (tàu khu trục nhỏ): Tàu chiến hạng trung được trang bị súng máy tốc độ cao 17mm, tên lửa tầm trung, thủy lôi và mìn, rất thích hợp trong việc chống tàu ngầm hay máy bay địch.[2]
3. Destroyer (tàu khu trục): Tàu chiến hạng nhẹ, có tốc độ cao, thường được dùng để trinh sát.[2]
4. Battleship (chiến hạm): Tàu chiến hạng nặng, sự kết hợp giữa trọng pháo 80mm và tên lửa chiến lược (Cruiser Missile) khiến cho Battleship trở thành đơn vị mạnh nhất trong game.[2]
5. Fleet-Submarine (hạm đội tàu ngầm) và Missile Submarine (tàu ngầm tên lửa): Tàu ngầm là đơn vị không thể thiếu trong các trận thủy chiến. Với tốc độ cao và khả năng lặn, đây là đơn vị có tính cơ động và chiến lược cao. Được trang bị ngư lôi và tên lửa Cruiser chuyên dụng, tàu ngầm rất hiệu quả trong việc chống lại các hạm đội của đối phương. Tuy nhiên lại tỏ ra yếu thế khi chạm trán với máy bay hay tàu Cruiser của địch.[2]
6. Light Carrier (tàu sân bay nhẹ), Standard Carrier (tàu sân bay chuẩn) và Super Carrier (tàu siêu sân bay): Hàng không mẫu hạm là loại tàu chiến quyết định sự sống còn của mỗi phe. Tuy có sức tấn công mạnh mẽ nhờ các loại máy bay chiến đấu, nhưng nhược điểm ủa loại tàu này là tốc độ di chuyển chậm.[2]
7. Squadron (đội tàu chiến) và Chopper (máy bay lên thẳng): Những đơn vị không quân trên các tàu sân bay, chuyên thực hiện các cuộc không kích và ném bom căn cứ địch.[2]
8. Tanker (tàu chở dầu): Tàu vận tải chuyên chở hàng hóa giữa các đảo và tiếp dầu vận hành cho các loại tàu chiến khác.[2]